# Wojciech Solarz (aktor)
Wojciech Solarz (ur. 13 kwietnia 1979 w Michalinie) – polski aktor teatralny i filmowy, reżyser i scenarzysta.

## Życiorys
Jest absolwentem Akademii Teatralnej z Warszawy (2002). 24 lutego 2001 r. miał miejsce jego debiut teatralny na scenie stołecznego Teatru Ochoty (tytułowa rola w Hamlecie, Shakespeare’a). W latach 2003–2004 był aktorem Teatru Ateneum w Warszawie, a od 1 września 2004 gra na deskach Teatru Narodowego; występuje także w Kabarecie na Koniec Świata. W 2018 roku miał premierę jego pełnometrażowy debiut reżyserski i scenariuszowy, Okna, okna.
Rozwiedziony z aktorką Kamillą Baar.

## Filmografia

### Filmy
- 2004 – Teraz ja jako sąsiad Hanki i Pawła
- 2005 – Solidarność, Solidarność... (nowela Wielki Wóz) jako Włodek
- 2005 – Oda do radości (nowela Warszawa) jako selekcjoner Darek
- 2006 – Jasminum jako Brat furtian
- 2006 – Strajk (niem. Strajk – Die Heldin von Danzig) jako Krystian
- 2006 – Tylko mnie kochaj jako Romeo
- 2007 – U Pana Boga w ogródku jako Marian Cielęcki
- 2009 – U Pana Boga za miedzą jako Marian Cielęcki
- 2009 – Popiełuszko. Wolność jest w nas jako Florian
- 2009 – Kochaj i tańcz jako Kuba
- 2009 – Nigdy nie mów nigdy jako Radosław Suski
- 2010 – Śniadanie do łóżka jako Bartek
- 2011 – 1920 Bitwa warszawska jako Samuel
- 2011 – 80 milionów jako Staszek
- 2013 – Wałęsa. Człowiek z nadziei jako opozycjonista
- 2014 – Fotograf jako reporter
- 2014 – Bogowie jako anestezjolog
- 2018 – Okna okna jako Wojtek
- 2019 – Misz-Masz czyli Kogel Mogel 3 jako sierżant Tadeusz
- 2020 – Jak zostać gwiazdą jako nauczyciel wf
- 2020 – Amatorzy jako Krzysiek
- 2021 – Republika dzieci jako utopiec kwaterszałek
- 2021 – Miłość jest blisko jako Adam Śliwiński
- 2021 – Lokal zamknięty jako policjant Tomek
- 2022 – Koniec świata, czyli kogel-mogel 4 jako starszy posterunkowy Tadeusz
- 2023 – Skołowani jako niedosłyszący kibic na meczu tenisowym
- 2023 – Polowanie jako lekarz
- 2024 – Prawda24 jako Krzysztof Biernat
- 2024 – U Pana Boga w Królowym Moście jako policjant Marian Cielęcki
- 2024 – Miłość jak miód jako mężczyzna z pingwinkiem
- 2024 – Baby boom, czyli kogel-mogel 5 jako starszy posterunkowy Tadeusz
- 2025 – Misie jako miś Wojtek
- 2025 – Skrzat. Nowy początek

### Seriale
- 2004 – Na dobre i na złe jako Maciek „Magnus” (odc. 179)
- 2004 – Camera Café jako sprzedawca bębnów (odc. 28)
- 2004–2005 – Oficer jako Jacek „Junior” Kruszyński, przyrodni brat Kruszona
- 2008 – U Pana Boga w ogródku jako Marian Cielęcki
- 2010 – Sprawiedliwi jako Stefan Kowalski
- 2012 – Prawo Agaty jako scenarzysta Tomasz Wolny (odc. 7)
- 2012 – Paradoks jako instruktor Marcin (odc. 10)
- 2013 – Czas honoru jako partyzant, członek oddziału Władka (odc. 68)
- 2013 – Ojciec Mateusz jako Pietrasiak vel „ksiądz” Jan Sitarek (odc. 114)
- 2014–2020 – O mnie się nie martw jako Wojtek Mazur, przyjaciel Krzysztofa
- 2015 – Nie rób scen jako Rafał, mąż Anki
- 2016 – Bodo jako Konrad Tom, mąż Zuli
- 2017 – Na dobre i na złe jako Brunon Waltz (odc. 665)
- 2017–2018 – W rytmie serca jako mecenas Krzesimir Wańko
- od 2018 – Barwy szczęścia jako Rafał Zaborski
- 2019–2021 – Wojenne dziewczyny jako Olek, urzędnik w Instytucie Żywienia
- 2019 – 39 i pół tygodnia jako Mirek, mąż Ady (odc. 7)
- 2020 – Kod genetyczny jako grafolog Stach
- 2021–2023 – Sexify jako doktor Krynicki
- 2021 – Ojciec Mateusz jako Olo (odc. 320)
- 2021 – Piękni i bezrobotni jako „czarodziej” (odc. 6)
- 2021 – Komisarz Alex jako profesor Karol Zielak (odc. 196)
- 2023 – Kiedy ślub? jako reżyser
- 2024 – Powrót do życia jako Bartek Dwiernicki

### Dubbing
- 2001–2006 – Liga Sprawiedliwych (ang. Justice League)
- 2004 – Scooby Doo i potwór z Loch Ness jako Collin
- 2005 – Bionicle 3: W sieci mroku jako Toa Nuju
- 2006 – Ōban Star Racers
- 2009 – Fanboy i Chum Chum jako Zygmunt Mag
- 2012 – Level Up jako Dante

## Nagrody
- 2002 – Nagroda za rolę drugoplanową, za Podszewkę w Śnie nocy letniej Shakespeare’a na I Międzynarodowym Festiwalu Szkół Teatralnych w Warszawie
- 2002 – Nagroda aktorska za role w spektaklach dyplomowych AT w Warszawie: A wódki nie starczy i Śnie nocy letniej na XX Festiwalu Szkół Teatralnych w Łodzi